# El testigo mudo
El testigo mudo es una novela policíaca de la escritora británica Agatha Christie, publicada el 5 de julio de 1937.

## Argumento
Hércules Poirot recibe una carta donde la Srta. Arundell lo invita a su casa para que descubra al autor de un aparente accidente que casi la lleva a la muerte, solo que la carta llega tarde a las manos del detective: la Srta. Arundell ha fallecido por una enfermedad. Junto a su amigo Arthur Hastings viaja a la residencia y comienza la investigación donde el principal testigo es un perro.

## Serie
El episodio de la serie Agatha Christie's Poirot corresponde al episodio 45 y 40 de la sexta temporada estrenado el 16 de marzo de 1996. Se rodó en England's Lake Distict (Distrito de Lagos de Inglaterra). 

### Diferencias entre la serie y la novela
- Charles y Hastings solo tenían relación en la serie.
- Bella Tanios solo muere en la novela.
- Poirot hace cambiar el testamento a Emily, lo que solo pasa en la serie.
- En la serie el Dr. Grainger muere ingiriendo dióxido de carbono, lo cual no pasa en la novela.

### Personajes
Aparecen por orden de créditos de la serie y su descripción corresponde a la de la serie:
| Personaje               | Actor               | Descripción                                                                                                  |
| ----------------------- | ------------------- | --- |
| Emily Arundell          | Ann Morrish         | Dueña de una fortuna, es asesinada después de llamar a Hercules Poirot.                                      |
| Charles Arundell        | Patrick Riecart     | Desea ser el más rápido en el agua, siempre acompaña a su hermana Theresa Arundell.                          |
| Theresa Arundell        | Kate Buffery        | Es la hermana menor de Charles al que siempre acompaña, desea heredar la fortuna de Emily. Sobrina de Emily. |
| Jacob Tanios            | Paul Herzberg       | Es un doctor griego casado con Bella, se sospecha que maltrata a su mujer e hijos.                           |
| Arabella "Bella" Tanios | Julia St. John      | Está casada con Jacob, la persona que ella cree ser el culpable por su carácter. Sobrina de Emily.           |
| Whilemina Lawson        | Norma West          | La gran amiga de confianza de la víctima y su heredera.                                                      |
| Dr. Grainger            | Jonathan Newth      | Doctor de la víctima. Es la segunda víctima. Este es gran amigo de la víctima y Miss Lawson.                 |
| Isabel Tripp            | Pauline Jameson     | Una de las solteronas hermanas Tripp. Es médium. Hermana de Julia.                                           |
| Julia Ripp              | Muriel Pavlow       | Una de las solteronas hermanas Tripp. Acompañante de su hermana Julia en las sesiones.                       |
| Sarah                   | Pat O'toole         | Criada de Emily.                                                                                             |
| Sgt. Keeley             | Geoffrey Freshwater | Encargado del caso de los asesinatos. Poco avispado en la investigación.                                     |
| Steward                 | Jestyn Phillips     | Camarero del hotel donde se hospedan Poirot y Hastings.                                                      |
| Alexis Tanios           | Tobias Saunders     | Hijo de Jacob y Bella. Presunta víctima de maltratos por parte de su padre Jacob.                            |
| Katya Tanios            | Katya Saunders      | Hija de Jacob y Bella. Presunta víctima de maltratos por parte de su padre Jacob.                            |
| Vicario                 | Stephen Tomlin      | Encargado del funeral de Emily.                                                                              |
| Americano               | Tim Williams        | Hace negocios con Charles Arundell.                                                                          |
| Mrs. Finch              | Sarah Stephenson    | |
| Starter                 | Geoffrey Banks      | |
| Bob                     | "Snubby"            | Fox Terrier que acompaña a Poirot durante la investigación. Principal testigo del caso.                      |

## Título
El testigo mudo procede del título Dumb Witness (traducido del inglés al español). "Mudo" hace referencia al principal testigo del caso, un perro, el cual lógicamente no puede hablar.

## Revelaciones
Se descubre el nombre de la abuela de Hércules Poirot, el cual es Marie Poirot. Y el nombre completo del tío del Capitán Arthur Hastings, el cual es Jack Hastings. 
- Datos: Q337944